# Labeobarbus
Labeobarbus ist eine Gattung mittelgroßer bis großer afrikanischer Karpfenfische. Der Gattungsname setzt sich aus Labeo und Barbus zusammen und nimmt Bezug auf die Ähnlichkeit von Labeobarbus mit den beiden anderen Karpfenfischgattungen.

## Merkmale
Labeobarbus-Arten werden 11 cm bis einen Meter lang und besitzen, wie die Labeo und Barbus-Arten, einen langgestreckten, seitlich nur wenig abgeflachten Körper. Ihre Schuppen sind durch parallele Riefen strukturiert. Die Rückenflosse wird von 8 bis 11, meist nur 9 oder 10, verzweigte Flossenstrahlen gestützt. Die Kiemenrechen sind zahlreich und gut entwickelt. Die Lippen sind deutlich ausgeprägt, sie verfügen oft über einen Mittellobus und ein bis zwei Bartelpaare.
Labeobarbus-Arten haben einen hexaploiden Chromosomensatz, d. h., sie verfügen über sechs Chromosomensätze.

## Arten
Ursprünglich gehörten etwa 50 Arten zur Gattung Labeobarbus. In einer im Februar 2015 veröffentlichten Revision der Karpfenfischunterfamilie Cyprininae wurden zusätzlich die hexaploiden, großen afrikanischen Barben aus der Gattung Barbus in die Gattung Labeobarbus gestellt. Anfang 2016 wurde die Gattung Varicorhinus mit Labeobarbus synonymisiert. Somit umfasst die Gattung Labeobarbus jetzt über 125 Arten.
Im äthiopischen Tanasee kommen 15 endemische Labeobarbus-Arten vor. Sie bilden dort einen monophyletischen Artenschwarm dessen gemeinsamer Vorfahre erst vor 10.000 bis 25.000 Jahren in den See eingewandert ist.

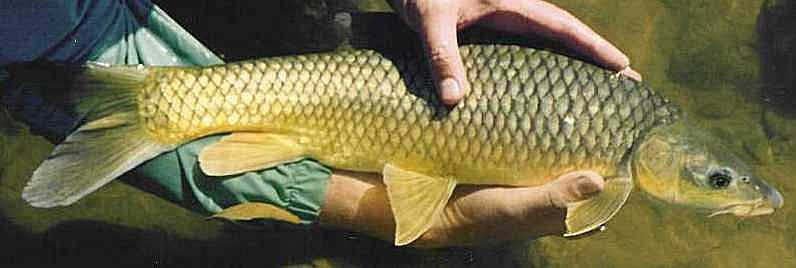
Labeobarbus aeneus

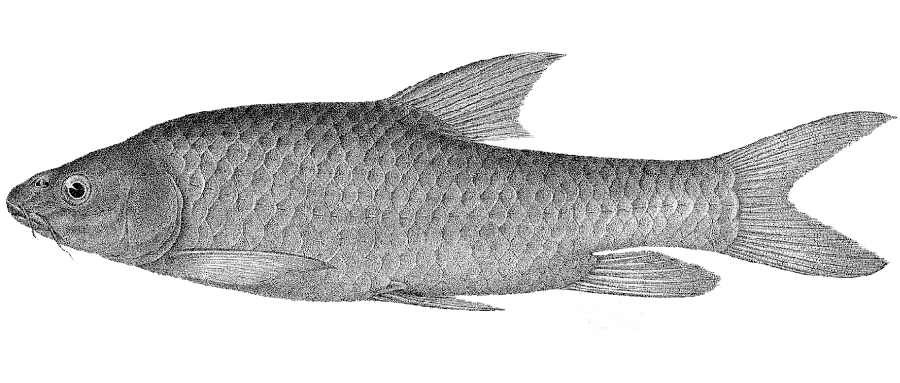
Labeobarbus altianalis

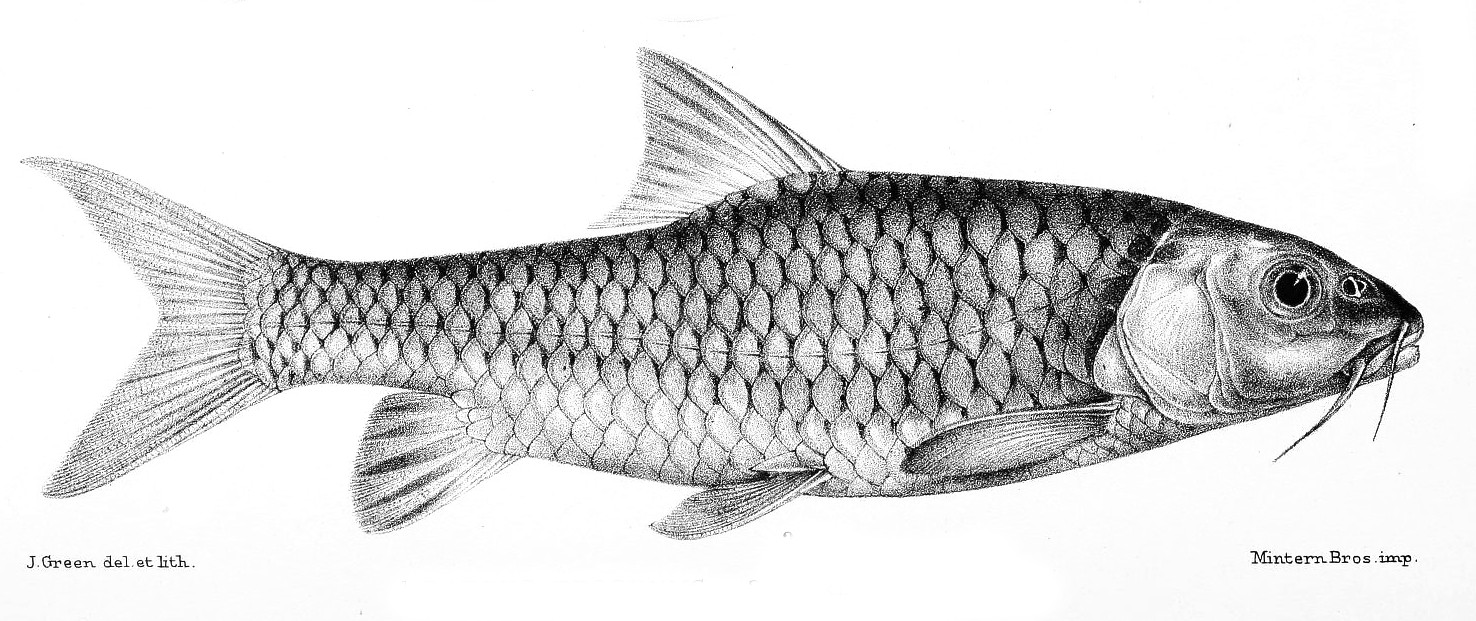
Labeobarbus batesii

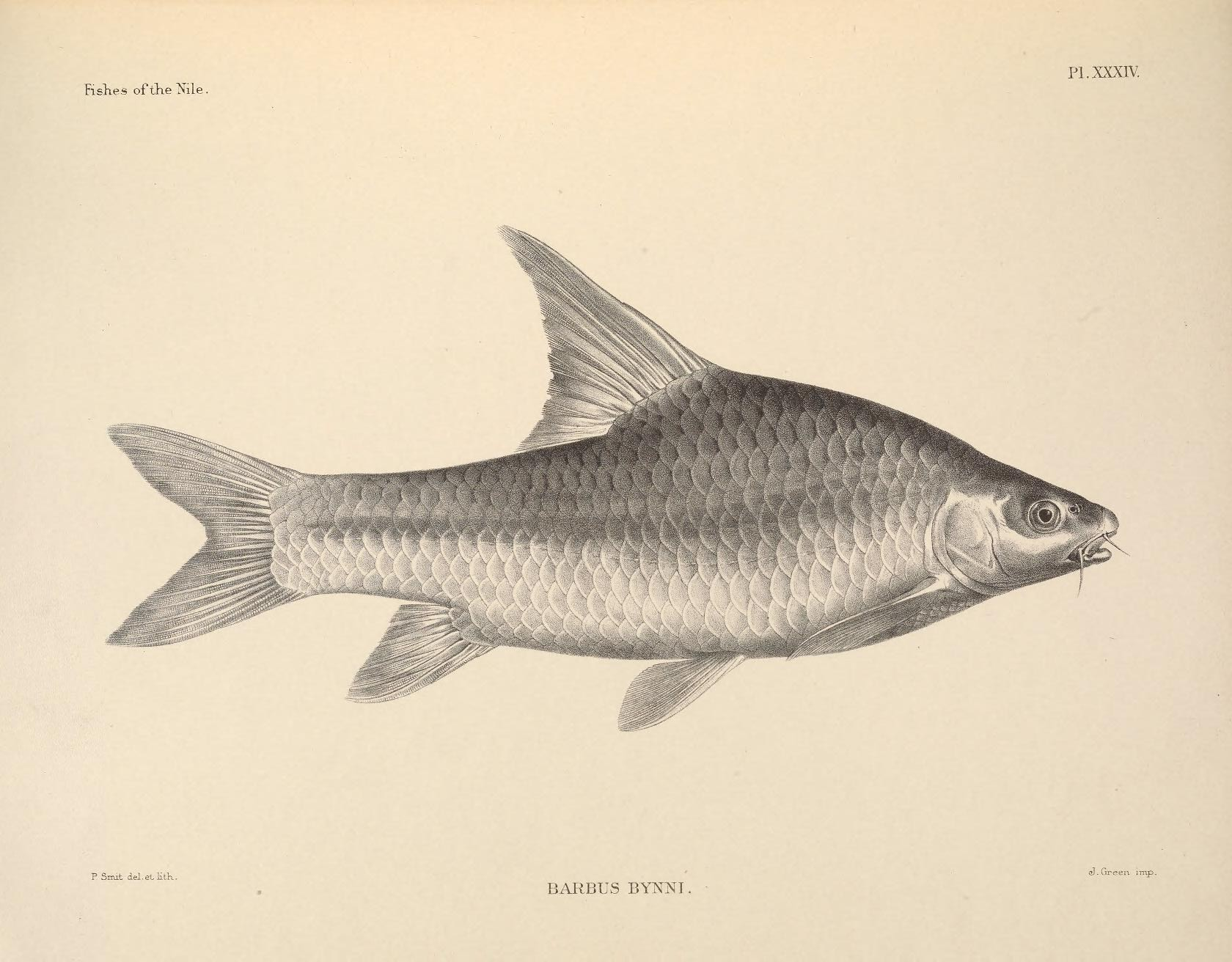
Labeobarbus bynni

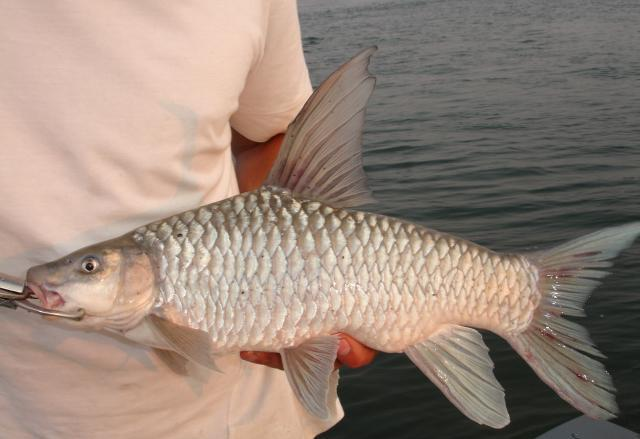
Labeobarbus codringtonii

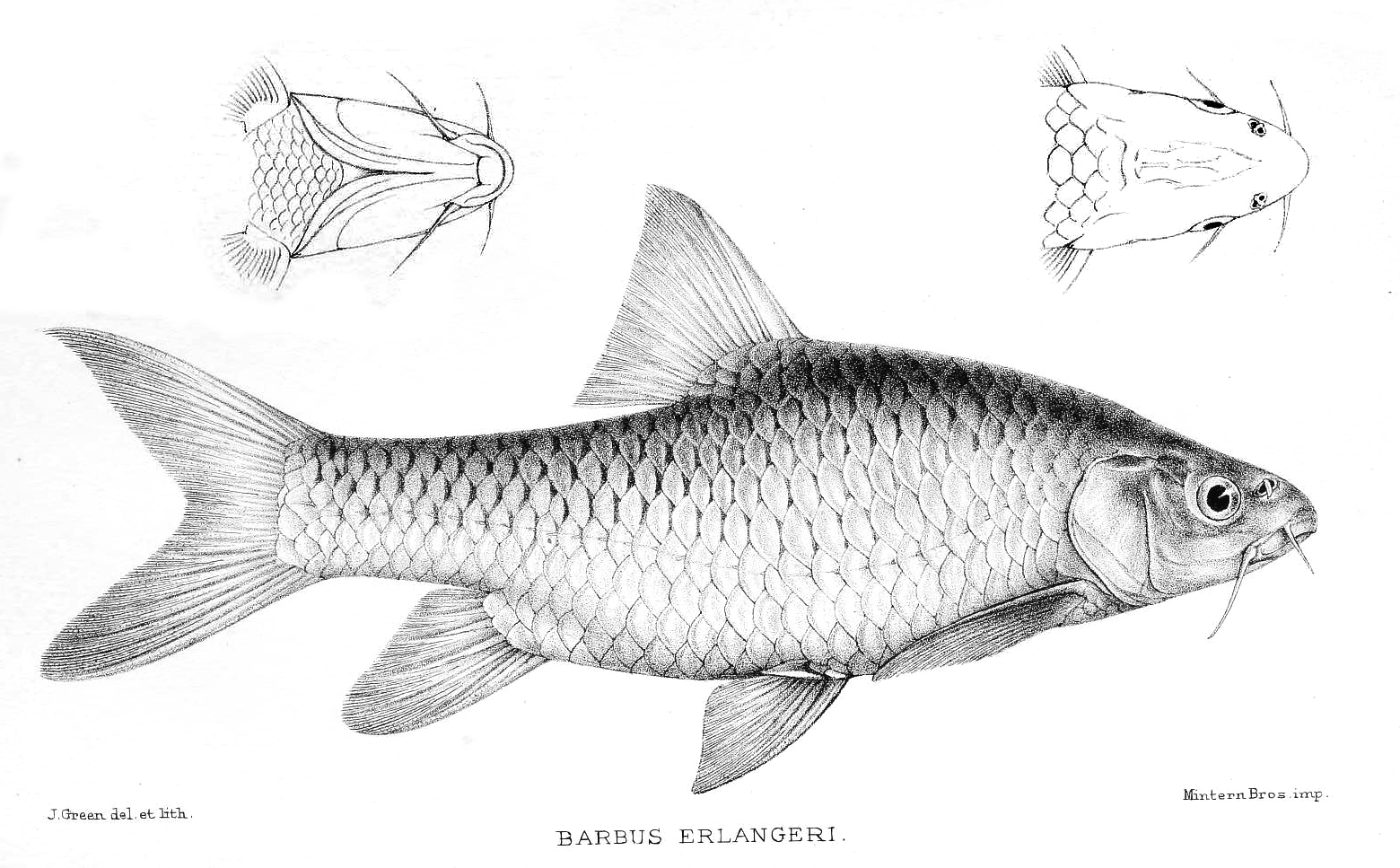
Labeobarbus intermedius

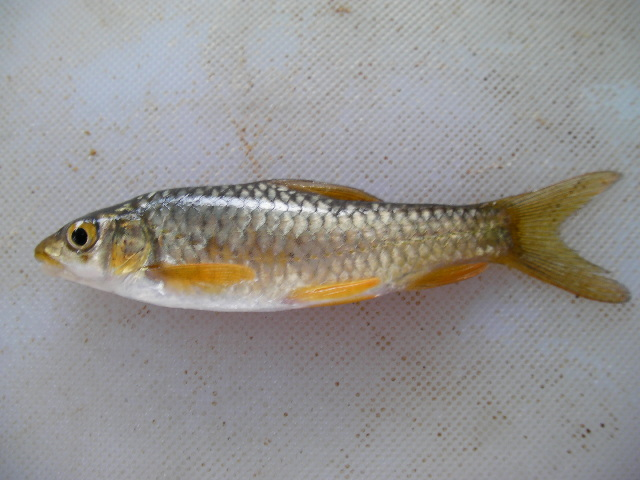
Labeobarbus marequensis

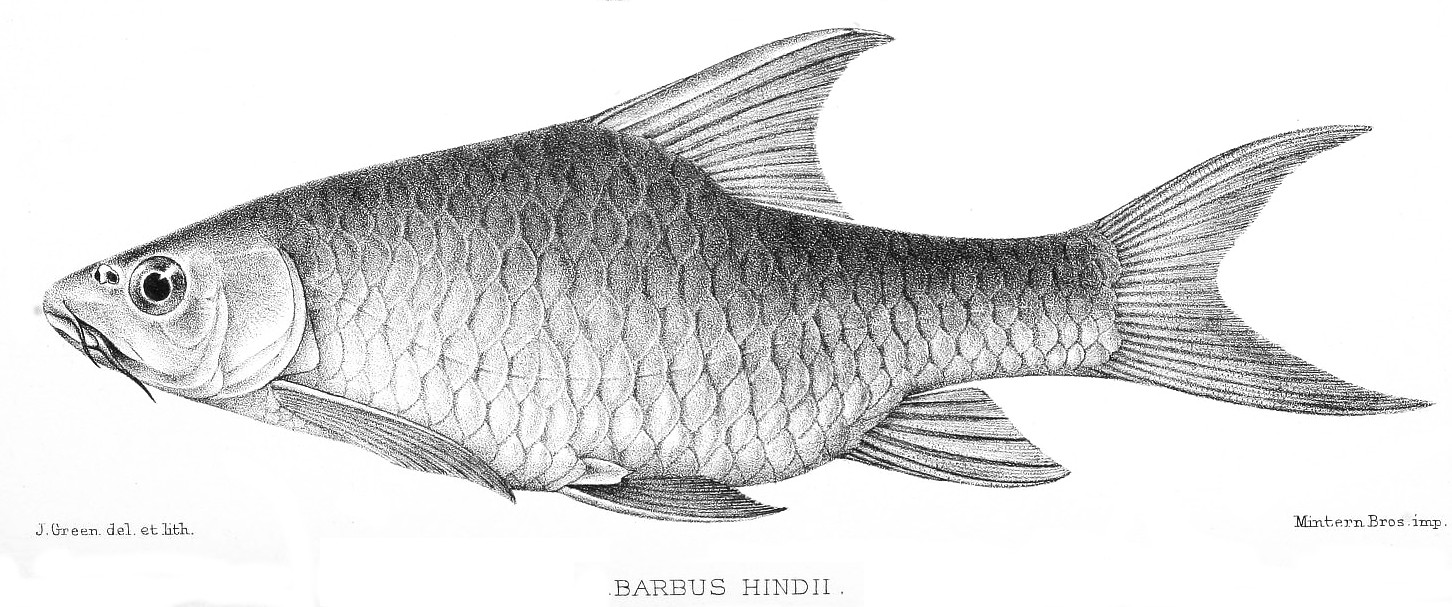
Labeobarbus oxyrhynchus

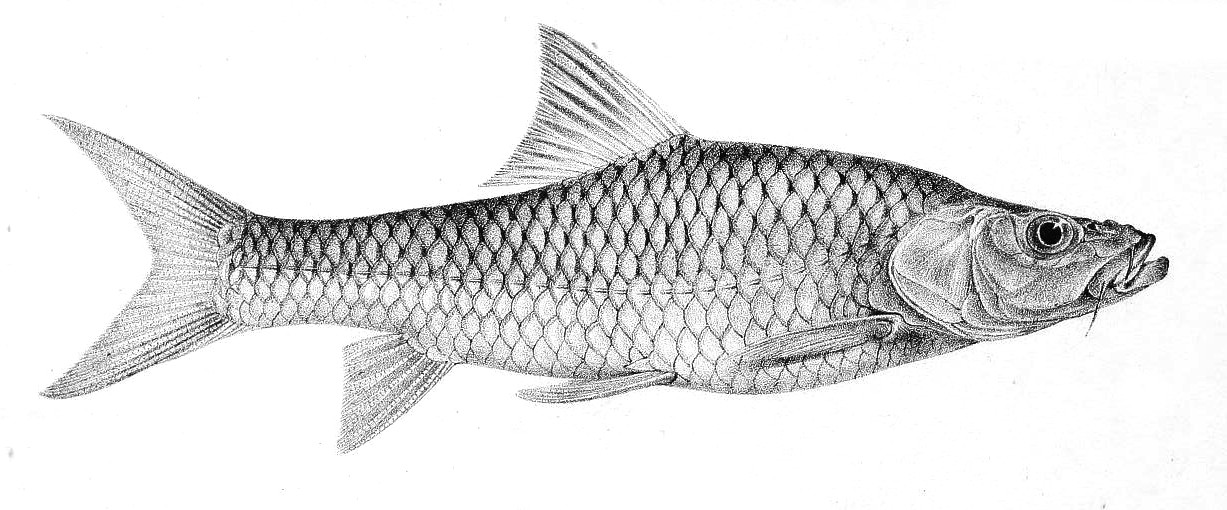
Labeobarbus progenys

| - Labeobarbus acuticeps (Matthes, 1959) - Labeobarbus acutirostris (Bini, 1940) - Labeobarbus aeneus (Burchell, 1822) - Labeobarbus altianalis (Boulenger, 1900) - Labeobarbus altipinnis (Banister & Poll, 1973) - Labeobarbus ansorgii (Boulenger, 1906) - Labeobarbus aspius (Boulenger, 1912) - Labeobarbus axelrodi (Getahun, Stiassny & Teugels, 2004) - Labeobarbus batesii (Boulenger, 1903) - Labeobarbus beso (Rüppell, 1835) - Labeobarbus boulengeri Vreven et al., 2016 - Labeobarbus brauni (Pellegrin, 1935) - Labeobarbus batesii (Boulenger, 1903) - Labeobarbus brevicephalus (Nagelkerke & Sibbing, 1997) - Labeobarbus brevispinis (Holly, 1927) - Nilbarbe (Labeobarbus bynni (Forsskål, 1775)) - Labeobarbus cardozoi (Boulenger, 1912) - Labeobarbus caudovittatus (Boulenger, 1902) - Labeobarbus clarkeae (Banister, 1984) - Labeobarbus claudinae (De Vos & Thys van den Audenaerde, 1990) - Labeobarbus codringtonii (Boulenger, 1908) - Labeobarbus compiniei (Sauvage, 1879) - Labeobarbus crassibarbis (Nagelkerke & Sibbing, 1997) - Labeobarbus dainellii (Bini, 1940) - Labeobarbus dartevellei Poll, 1945 - Labeobarbus dimidiatus (Tweddle & Skelton, 1998) - Labeobarbus ensifer (Boulenger, 1910) - Labeobarbus ensis (Boulenger, 1910) - Labeobarbus ethiopicus (Zolezzi, 1939) - Labeobarbus fasolt (Pappenheim, 1914) - Labeobarbus fimbriatus (Holly, 1926) - Labeobarbus fritschii (Günther 1874) - Labeobarbus gananensis (Vinciguerra, 1895) - Labeobarbus gestetneri (Banister & Bailey 1979) - Labeobarbus girardi (Boulenger, 1910) - Labeobarbus gorgorensis (Bini, 1940) - Labeobarbus gorguari (Rüppell, 1835) - Labeobarbus gruveli (Pellegrin, 1911) - Labeobarbus gulielmi (Boulenger 1910) - Labeobarbus habereri (Steindachner, 1912) - Labeobarbus harterti (Günther 1901) - Labeobarbus huloti (Banister, 1976) - Labeobarbus humphri (Banister, 1976) - Labeobarbus intermedius (Rüppell, 1835) - Labeobarbus iphthimostoma (Banister & Poll, 1973) - Labeobarbus iturii (Holly, 1929) - Labeobarbus jaegeri (Holly, 1930) - Labeobarbus johnstonii (Boulenger, 1907) - Labeobarbus jubae (Banister, 1984) - Labeobarbus jubbi (Poll, 1967) - Labeobarbus kimberleyensis (Gilchrist & Thompson, 1913) - Labeobarbus lagensis (Günther, 1868) - Labeobarbus latirostris (Boulenger, 1910) - Labeobarbus leleupanus (Matthes, 1959) - Labeobarbus longidorsalis (Pellegrin, 1935) - Labeobarbus longifilis (Pellegrin, 1935) - Labeobarbus longissimus (Nagelkerke & Sibbing, 1997) - Labeobarbus lucius (Boulenger, 1910) - Labeobarbus lufupensis (Banister & Bailey, 1979) - Labeobarbus macroceps (Fowler, 1936) - Labeobarbus macrolepidotus (Pellegrin, 1928) - Labeobarbus macrolepis (Pfeffer, 1889) - Labeobarbus macrophtalmus (Bini, 1940) | - Labeobarbus malacanthus (Pappenheim, 1911) - Labeobarbus marequensis (A. Smith, 1841) - Labeobarbus mariae (Holly, 1926) - Labeobarbus maroccanus (Günther, 1902) - Labeobarbus matris (Holly, 1928) - Labeobarbus mawambi (Pappenheim, 1914) - Labeobarbus mawambiensis (Steindachner, 1911) - Labeobarbus mbami (Holly, 1927) - Labeobarbus megastoma (Nagelkerke & Sibbing, 1997) - Labeobarbus microbarbis (David & Poll, 1937) - Labeobarbus micronema (Boulenger, 1904) - Labeobarbus mirabilis (Pappenheim, 1914) - Labeobarbus mungoensis (Trewavas, 1974) - Labeobarbus nanningsi (de Beaufort, 1933) - Labeobarbus natalensis (Castelnau, 1861) - Labeobarbus nedgia Rüppell, 1835 (Typusart) - Labeobarbus nelspruitensis (Gilchrist & Thompson, 1911) - Labeobarbus nthuwa Tweddle & Skelton, 2008 - Labeobarbus nzadimalawu Vreven et al., 2018 - Labeobarbus nzadinkisi Vreven et al., 2018 - Labeobarbus osseensis (Nagelkerke & Sibbing, 2000) - Labeobarbus oxyrhynchus (Pfeffer, 1889) - Labeobarbus pagenstecheri (Fischer, 1884) - Labeobarbus parawaldroni (Lévêque, Thys van den Audenaerde & Traoré, 1987) - Labeobarbus paucisquamatus (Pellegrin, 1935) - Labeobarbus pellegrini (Bertin & Estève, 1948) - Labeobarbus petitjeani (Daget, 1962) - Labeobarbus platydorsus (Nagelkerke & Sibbing, 1997) - Labeobarbus platyrhinus (Boulenger, 1900) - Labeobarbus platystomus (Pappenheim, 1914) - Labeobarbus pojeri (Poll, 1944) - Labeobarbus polylepis (Boulenger, 1907) - Labeobarbus progenys (Boulenger, 1903) - Labeobarbus pungweensis (Jubb, 1959) - Labeobarbus rhinoceros (Copley, 1938) - Labeobarbus rhinophorus (Boulenger, 1910) - Labeobarbus robertsi (Banister, 1984) - Labeobarbus rocadasi (Boulenger, 1910) - Labeobarbus rosae (Boulenger, 1910) - Labeobarbus roylii (Boulenger, 1912) - Labeobarbus ruandae (Pappenheim, 1914) - Labeobarbus ruasae (Pappenheim, 1914) - Labeobarbus ruwenzorii (Pellegrin, 1909) - Labeobarbus sacratus (Daget, 1963) - Labeobarbus sandersi (Boulenger, 1912) - Labeobarbus seeberi (Gilchrist & Thompson, 1913) - Labeobarbus semireticulatus (Pellegrin, 1924) - Labeobarbus somereni (Boulenger, 1911) - Labeobarbus stappersii (Boulenger, 1915) - Labeobarbus steindachneri (Boulenger, 1910) - Labeobarbus stenostoma (Boulenger, 1910) - Labeobarbus surkis (Rüppell, 1835) - Labeobarbus tornieri (Steindachner, 1906) - Labeobarbus tropidolepis (Boulenger, 1900) - Labeobarbus truttiformis (Nagelkerke & Sibbing, 1997) - Labeobarbus tsanensis (Nagelkerke & Sibbing, 1997) - Labeobarbus upembensis (Banister & Bailey, 1979) - Labeobarbus urotaenia (Boulenger, 1913) - Labeobarbus varicostoma (Boulenger, 1910) - Labeobarbus versluysii (Holly, 1929) - Labeobarbus werneri (Holly, 1929) - Labeobarbus wittei (Banister & Poll, 1973) - Labeobarbus wurtzi (Pellegrin, 1908) - Labeobarbus xyrocheilus (Tweddle & Kelton, 1998) |